# Tiaret
Tiaret (en bereber: ⵜⴰⵀⴻⵔⵜ, Tihert o Tahert, ‘leona’; en árabe: تيارت) es una ciudad argelina, capital de la provincia homónima. La ciudad se halla en la cordillera del Atlas, a aproximadamente 150 km de la costa mediterránea.

## Historia
Tras la conquista musulmana del norte de África, el Jariyismo, liderado por imam Abderahman Ibn Rustom, migra hacia el Magreb para fundar un Estado jariyita conocido como el Reino de Tahert en el Valle de Oued Mina, a unos diez kilómetros al este de Tiaret, en el año 761. 
Este Estado prosperó gracias al comercio y los negocios y se desarrolló culturalmente, extendiéndose sobre una gran parte del Magreb durante más de 150 años en forma de imanato. Fue la capital de los rustomíes desde 761 hasta 909, cuando los ejércitos fatimíes se apoderaron de la ciudad, saquearon sus riquezas y ejecutaron al último imam, al-Yaqzân (906-909), y a toda su familia.